# Análise de conjuntura
A análise de conjuntura é um instrumento metodológico da Ciência Política, que serve para interpretar os eventos, os quais surgem da ação dos atores em específicos contextos. Os contextos não são estanques, são dinâmicos em virtude dos eventos que surgem, findam ou se reproduzem. É, portanto, uma análise intemporal, apesar de ter como objetivo principal a interpretação das realidades sociais em dados instantes.
A análise de conjuntura é produzida com base num conjunto de informações contextualizadas historicamente, que consideram aspectos econômicos, sociais, culturais, políticos e tecnológicos locais, nacionais e internacionais. A virtude da análise de conjuntura está em permitir identificar tendências com capacidade de influenciar positiva (oportunidade) ou negativamente (ameaça) os interesses dos agentes sociais.
Segundo Herbert Jose de Souza (Betinho),  a análise de conjuntura, é uma mistura de conhecimento e descoberta, é uma leitura especial da realidade e que se faz sempre em função de alguma necessidade ou interesse. Nesse sentido, não há análise de conjuntura neutra, desinteressada: ela pode ser objetiva mas estará sempre relacionada a uma determinada visão do sentido e do rumo dos acontecimentos.
A análise de conjuntura seria uma constatação que aborda um fato ocorrido, a quem ele atingiu e como ele ocorreu. Esses fatos poderiam ser desde um avanço econômico, a queda de um governo ou pressão de pautas conservadoras no congresso que deveriam ser descritas sistematicamente, já os atingidos seriam os envolvidos na discussão, permitindo o olhar a partir dos favorecidos ou dos prejudicados com o fato. Como destacado alhures, diferentes pontos de vista geram diferentes análises, o que pode impactar no trabalho que se busca fazer.
A análise de conjuntura foi um instrumental muito utilizado no final das décadas de 70 e 80, quando da reestruturação dos movimentos sociais no final da ditadura militar brasileira, instalada em 1964. Diversas organizações não governamentais desenvolveram este tipo de atividade, sendo que o Instituto Brasileiro de Análises Sociais e Econômicas (Ibase), com Betinho , desenvolveu um método de fazer análise de conjuntura. Todavia, na década de 90, por várias razões, houve uma redução no uso deste instrumento. A partir de 2005, ocorreu uma retomada desse instrumental metodológico.